# Liste der Kulturdenkmäler in Wieseck
Die folgende Liste enthält die in der Denkmaltopographie ausgewiesenen Kulturdenkmäler auf dem Gebiet des Ortsteils Wieseck der  Stadt Gießen, Landkreis Gießen, Hessen.
Hinweis: Die Reihenfolge der Denkmäler in dieser Liste orientiert sich an der Anschrift, alternativ ist sie auch nach der Bezeichnung, der vom Landesamt für Denkmalpflege vergebenen Nummer oder der Bauzeit sortierbar.
Kulturdenkmäler werden fortlaufend im Denkmalverzeichnis des Landes Hessen durch das Landesamt für Denkmalpflege Hessen auf Basis des Hessischen Denkmalschutzgesetzes (HDSchG) geführt. Die Schutzwürdigkeit eines Kulturdenkmals hängt nicht von der Eintragung in das Denkmalverzeichnis des Landes Hessen oder der Veröffentlichung in der Denkmaltopographie ab.

| Bild                    | Bezeichnung                       | Lage                                                                  | Beschreibung | Bauzeit                | Objekt-Nr. |
| ----------------------- | --------------------------------- | --------------------------------------------------------------------- | --- | ---------------------- | ---------- |
| weitere Bilder          | „Die Port“                        | Alten-Busecker Straße LageFlur: 1, Flurstück: 150/1                   | | Anfang 15. Jahrhundert | 62044 DDB  |
|                         |                                   | Alten-Busecker Straße 1 LageFlur: 1, Flurstück: 153/4                 | |                        | 62045 DDB  |
|                         |                                   | Alten-Busecker Straße 3 LageFlur: 1, Flurstück: 151/2                 | | Anfang 19. Jahrhundert | 62046 DDB  |
| Bild gesucht BW         |                                   | Backhausstraße 2 LageFlur: 1, Flurstück: 244                          | | 1795 bis 1805          | 78490 DDB  |
| Bild gesucht BW         |                                   | Backhausstraße 3 LageFlur: 1, Flurstück: 258                          | | Anfang 18. Jahrhundert | 62048 DDB  |
| Bild gesucht BW         |                                   | Backhausstraße 5 LageFlur: 1, Flurstück: 256/1                        | | Anfang 18. Jahrhundert | 62049 DDB  |
| Bild gesucht BW         |                                   | Backhausstraße 7 LageFlur: 1, Flurstück: 253, 254                     | |                        | 62050 DDB  |
| Bild gesucht BW         |                                   | Backhausstraße 9 LageFlur: 1, Flurstück: 252                          | |                        | 62051 DDB  |
|                         |                                   | Backhausstraße 11 LageFlur: 1, Flurstück: 255/1                       | |                        | 62052 DDB  |
| Bild gesucht BW         |                                   | Brunnengasse 1-2 LageFlur: 1, Flurstück: 321                          | |                        | 62006 DDB  |
| Bild gesucht BW         |                                   | Brunnengasse 5 LageFlur: 1, Flurstück: 323                            | |                        | 62007 DDB  |
| Bild gesucht BW         |                                   | Brunnengasse 6 LageFlur: 1, Flurstück: 326/3                          | |                        | 62008 DDB  |
| Bild gesucht BW         |                                   | Brunnengasse 8 LageFlur: 1, Flurstück: 330/3                          | |                        | 62009 DDB  |
| Bild gesucht BW         |                                   | Brunnengasse 10 LageFlur: 1, Flurstück: 332                           | |                        | 62010 DDB  |
| Bild gesucht BW         |                                   | Ecke 1 LageFlur: 1, Flurstück: 220                                    | | Anfang 18. Jahrhundert | 62053 DDB  |
| Bild gesucht BW         |                                   | Ecke 6 LageFlur: 1, Flurstück: 215                                    | |                        | 62055 DDB  |
|                         |                                   | Ecke 7 LageFlur: 1, Flurstück: 213, 214                               | | Ende 18. Jahrhundert   | 62056 DDB  |
| Bild gesucht BW         |                                   | Ecke 10 LageFlur: 1, Flurstück: 212                                   | | Ende 18. Jahrhundert   | 62057 DDB  |
| Bild gesucht BW         |                                   | Ecke 11 LageFlur: 1, Flurstück: 210, 211                              | | Anfang 19. Jahrhundert | 62058 DDB  |
|                         |                                   | Eichgasse 1 LageFlur: 1, Flurstück: 102                               | | Ende 18. Jahrhundert   | 62011 DDB  |
|                         |                                   | Eichgasse 2 LageFlur: 1, Flurstück: 69/1                              | |                        | 62012 DDB  |
|                         |                                   | Eichgasse 3 LageFlur: 1, Flurstück: 101                               | |                        | 62013 DDB  |
|                         |                                   | Eichgasse 4-6 LageFlur: 1, Flurstück: 71, 74                          | | Ende 18. Jahrhundert   | 62014 DDB  |
| Bild gesucht BW         |                                   | Eichgasse 7 LageFlur: 1, Flurstück: 99                                | |                        | 62015 DDB  |
| Bild gesucht BW         |                                   | Eichgasse 8 LageFlur: 1, Flurstück: 73/1                              | |                        | 62016 DDB  |
| Bild gesucht BW         |                                   | Eichgasse 11 LageFlur: 1, Flurstück: 97                               | |                        | 62017 DDB  |
| Bild gesucht BW         |                                   | Eichgasse 12 LageFlur: 1, Flurstück: 83/2                             | |                        | 62018 DDB  |
|                         |                                   | Eichgasse 14-16 LageFlur: 1, Flurstück: 82, 76                        | |                        | 62019 DDB  |
|                         |                                   | Eichgasse 18 LageFlur: 1, Flurstück: 78                               | | 1875 bis 1925          | 62020 DDB  |
| Bild gesucht BW         |                                   | Eichgasse 20 LageFlur: 1, Flurstück: 80                               | |                        | 62021 DDB  |
| Bild gesucht BW         |                                   | Ermelgasse 1 LageFlur: 1, Flurstück: 228                              | |                        | 62060 DDB  |
| Bild gesucht BW         |                                   | Ermelgasse 5 LageFlur: 1, Flurstück: 230                              | |                        | 62061 DDB  |
| Bild gesucht BW         |                                   | Ermelgasse 7 LageFlur: 1, Flurstück: 232                              | |                        | 62059 DDB  |
| weitere Bilder          | Gänsmühle                         | Gänsmühle LageFlur: 4, Flurstück: 449/1                               | | 1695 bis 1705          | 62093 DDB  |
| Bild gesucht BW         | Gesamtanlage                      | Gesamtanlage I Eichgasse Brunnengasse Lage                            | |                        | 62005 DDB  |
| Gesamtanlage            | Gesamtanlage                      | Gesamtanlage II Kirchstraße Lage                                      | |                        | 62043 DDB  |
|                         |                                   | Gießener Straße 2-4 LageFlur: 1, Flurstück: 274, 275, 278, 279        | |                        | 62062 DDB  |
|                         |                                   | Gießener Straße 5 LageFlur: 1, Flurstück: 137                         | |                        | 62022 DDB  |
|                         |                                   | Gießener Straße 7, Rabenauer Straße 39 LageFlur: 1, Flurstück: 136/1  | |                        | 62023 DDB  |
|                         |                                   | Gießener Straße 9 LageFlur: 1, Flurstück: 138                         | | Ende 18. Jahrhundert   | 62024 DDB  |
|                         |                                   | Gießener Straße 13 LageFlur: 1, Flurstück: 122                        | | Ende 18. Jahrhundert   | 62025 DDB  |
|                         |                                   | Gießener Straße 18+22 LageFlur: 1, Flurstück: 289, 291, 292           | | Ende 18. Jahrhundert   | 62028 DDB  |
|                         |                                   | Gießener Straße 19 LageFlur: 1, Flurstück: 112/1                      | |                        | 62026      |
|                         |                                   | Gießener Straße 21 LageFlur: 1, Flurstück: 111                        | |                        | 62027 DDB  |
|                         |                                   | Gießener Straße 27 LageFlur: 1, Flurstück: 109                        | |                        | 62029 DDB  |
|                         |                                   | Gießener Straße 34-38 LageFlur: 1, Flurstück: 301, 304                | |                        | 62030 DDB  |
|                         |                                   | Gießener Straße 35 LageFlur: 1, Flurstück: 103                        | | 1625 bis 1675          | 62031 DDB  |
|                         |                                   | Gießener Straße 42 LageFlur: 1, Flurstück: 317                        | |                        | 62033 DDB  |
|                         |                                   | Gießener Straße 55 LageFlur: 1, Flurstück: 62                         | |                        | 62034 DDB  |
|                         |                                   | Gießener Straße 58 LageFlur: 1, Flurstück: 336                        | |                        | 62035 DDB  |
|                         |                                   | Gießener Straße 60 LageFlur: 1, Flurstück: 339                        | |                        | 62036 DDB  |
| weitere Bilder          | Sachgesamtheit Jüdischer Friedhof | Hinter dem Hopfengarten LageFlur: 2, Flurstück: 14/2                  | Jüdischer Friedhof, Kulturdenkmal aus wissenschaftlichen und geschichtlichen Gründen. | 19. Jahrhundert        | 62086 DDB  |
| weitere Bilder          | Sachgesamtheit Badenburg          | Inselweg 120-122 LageFlur: 1, Flurstück: 339. 361/3, 365/1+2, 366/2+1 | | 1325 bis 1375          | 62092 DDB  |
|                         |                                   | Jungfernstraße 3 LageFlur: 1, Flurstück: 65                           | |                        | 62037 DDB  |
|                         |                                   | Jungfernstraße 9 LageFlur: 1, Flurstück: 72                           | |                        | 62038 DDB  |
|                         |                                   | Jungfernstraße 13 LageFlur: 1, Flurstück: 84/1                        | |                        | 62040      |
| weitere Bilder          |                                   | Jungfernstraße 17+17A LageFlur: 1, Flurstück: 87/1                    | |                        | 62039 DDB  |
| weitere Bilder          | Ehemalige Synagoge                | Karl-Benner-Straße 3 LageFlur: 3, Flurstück: 584                      | | 1872                   | 62087 DDB  |
|                         |                                   | Keßlerstraße 15 LageFlur: 2, Flurstück: 578/6                         | | 1928                   | 62088 DDB  |
| Bild gesucht BW         |                                   | Kirchstraße 3 LageFlur: 1, Flurstück: 271                             | | 1795 bis 1805          | 62063 DDB  |
|                         |                                   | Kirchstraße 4 LageFlur: 1, Flurstück: 155                             | | Anfang 18. Jahrhundert | 62064 DDB  |
|                         |                                   | Kirchstraße 6 LageFlur: 1, Flurstück: 156                             | |                        | 62065 DDB  |
| Bild gesucht BW         |                                   | Kirchstraße 8-10 LageFlur: 1, Flurstück: 159/1                        | |                        | 62066 DDB  |
|                         |                                   | Kirchstraße 14 LageFlur: 1, Flurstück: 169                            | |                        | 62067 DDB  |
| Evangelisches Pfarrhaus | Evangelisches Pfarrhaus           | Kirchstraße 17 LageFlur: 1, Flurstück: 263                            | | 1830                   | 62068 DDB  |
|                         |                                   | Kirchstraße 18-26 LageFlur: 1, Flurstück: 170/1+2, 172/4, 175/1       | | 1775 bis 1825          | 62069 DDB  |
| weitere Bilder          | Evangelische Kirche               | Kirchstraße 21 LageFlur: 1, Flurstück: 262/1                          | Romanisches Langhaus mit steilem Satteldach, Chorturm mit dreistufigem Haubenhelm, 1493 Vergrößerung des Kirchenschiffs durch Versetzung der Südmauer nach außen; anstelle einer hölzernen iro-schottischen Eigenkirche des 8. Jahrhunderts | 13. Jahrhundert/1493   | 62070 DDB  |
|                         |                                   | Kirchstraße 25 LageFlur: 1, Flurstück: 243/1                          | |                        | 62071 DDB  |
| weitere Bilder          |                                   | Kirchstraße 27 LageFlur: 1, Flurstück: 241/1, 242/1                   | | 1745 bis 1755          | 62072 DDB  |
|                         |                                   | Kirchstraße 28 LageFlur: 1, Flurstück: 176/1                          | | Anfang 19. Jahrhundert | 62073 DDB  |
|                         |                                   | Kirchstraße 30 LageFlur: 1, Flurstück: 178/2                          | |                        | 62074 DDB  |
| Bild gesucht BW         |                                   | Kirchstraße 31-33 LageFlur: 1, Flurstück: 238/1                       | |                        | 62075 DDB  |
|                         |                                   | Kirchstraße 32 LageFlur: 1, Flurstück: 181/2                          | |                        | 62076 DDB  |
|                         |                                   | Kirchstraße 34 LageFlur: 1, Flurstück: 184/2                          | |                        | 62077 DDB  |
| Bild gesucht BW         |                                   | Kirchstraße 37 LageFlur: 1, Flurstück: 236                            | |                        | 62078 DDB  |
| Bild gesucht BW         |                                   | Kirchstraße 38 LageFlur: 1, Flurstück: 188/1                          | |                        | 62079 DDB  |
| Bild gesucht BW         |                                   | Kirchstraße 40 LageFlur: 1, Flurstück: 189/2                          | |                        | 62080 DDB  |
|                         |                                   | Kirchstraße 42 LageFlur: 1, Flurstück: 191/1                          | |                        | 62081 DDB  |
| weitere Bilder          |                                   | Kirchstraße 43 LageFlur: 1, Flurstück: 227                            | |                        | 62082 DDB  |
|                         |                                   | Kirchstraße 45 LageFlur: 1, Flurstück: 223                            | |                        | 62083 DDB  |
| weitere Bilder          |                                   | Kirchstraße 47 LageFlur: 1, Flurstück: 221                            | |                        | 62084 DDB  |
| Sachteil Nebengebäude   | Sachteil Nebengebäude             | Kirchstraße 48 LageFlur: 1, Flurstück: 194                            | |                        | 62085 DDB  |
| weitere Bilder          | Wasserbehälter                    | Kohlweg 19 LageFlur: 2, Flurstück: 273/2, 273/3                       | | 1904                   | 62094 DDB  |
| weitere Bilder          | Weiße Schule                      | Lichtenauer Weg 3 LageFlur: 2, Flurstück: 556/2                       | | 1906                   | 62089 DDB  |
| weitere Bilder          | Gasthaus „Zur Karlsruh“           | Marburger Straße 200 LageFlur: 3, Flurstück: 185/4                    | | 1895 bis 1905          | 62090 DDB  |
| Gasthaus „Schepers“     | Gasthaus „Schepers“               | Philosophenstraße 18-20 LageFlur: 1, Flurstück: 402/3                 | | Anfang 19. Jahrhundert | 62091 DDB  |
|                         |                                   | Rabenauer Straße 37 LageFlur: 1, Flurstück: 135                       | |                        | 62042 DDB  |
|                         |                                   | Rabenauer Straße 19-21 LageFlur: 1, Flurstück: 91, 92                 | |                        | 62041 DDB  |
| Bild gesucht BW         | Struppmühle                       | Struppmühle LageFlur: 8, Flurstück: 27                                | |                        | 62095 DDB  |